# Coada oii
Coada oii este un vechi soi românesc de struguri. Originea lui este revendicată de alte două țări, Ungaria și Austria.  

## Sinonime
Bacso, Balatoni Szőlő, Bárányfarkú, Boros, Boros Fehér, Boros Vékonyhéjú, Budai Goher, Coada Oii, Dünnschalige, Durbancs, Durbants, Fehér Boros, Fehérszőlő, Ihfarku, Jufarco, Juhfarks Weisser, Juhfarkú, Juhfarku Gelber, Kukuruztraube, Lämmerschwanz, Mohácsi, Mustafer, Musztafehár, Nyárhajú, Oocji Rep Bili, Pápai, Sarboros, Sárga Boros, Schweifler, Szeplős, Tämmerschwanz Weisser, Tarpai, Török Búza Szőlő, Tokayer Langer Weisser, Vékonyhéjú și Vinase.

## Zonarea
În ziua de azi plantațiile cu acest soi sunt predominante în regiunile viticole Somló, Balatonfüred-Tihany și Etyek-budai din Ungaria, în comitatul Komárom din Slovacia și în Austria.